# Fächerschwänze (Familie)
Die Fächerschwänze (Rhipiduridae) sind eine Familie aus der Unterordnung der Singvögel. Neben den eigentlichen Fächerschwänzen (Rhipidura), die je nach Systematik 50 bis 62 Arten umfassen, gibt es noch die drei kleineren Gattungen Chaetorhynchus und Eutrichomyias mit je einer Art und Lamprolia mit zwei Arten.

## Merkmale
Das Gefieder ist im Allgemeinen gedämpft grau, braun (oft rötlich), schwarz-weiß und selten blau oder gelb, oft mit einem starken Muster um die Brust und im Gesicht. Die Flügel sind mittellang, der Schwanz ist lang, abgestuft und gerundet, oft über dem Körper waagerecht gespannt gehalten und seitlich in einem Aufwärtsbogen aufgefächert, mit weißen Markierungen an den äußeren Federn oder Spitzen. Der kleine Körper ist eiförmig, mit buckliger und meist horizontaler Haltung, Der Kopf klein, der Hals ist kurz und dick. Der kurze, breite Schnabel hat oft Borsten. Die Beine sind kurz bis mittel lang. Die Füße sind klein. Die Geschlechter ähneln sich.

## Systematik

### Äußere Systematik
Die Fächerschwänze sind ein Teil der adaptiven Corvoidea-Radiation der Singvögel. Sie gehören zu einer gut unterstützten Klade, die informell als Crown-Corvoidea bezeichnet werden. Innerhalb dieser Gruppe sind die verwandtschaftlichen Verhältnisse jedoch nicht gut erforscht. Verschiedene Kladogramme sehen die Fächerschwänze entweder als Schwestergruppe der Monarchen, als Klade, die sowohl die Paradiesvögel, die Monarchen und den Blaukappenflöter umfasst, als umfassende Klade mit Ausnahme der Drongos oder als umfassende Klade innerhalb der Crown-Corvoidea. Zwei Gattungen wurden erst 2009 in diese Familie gestellt, Chaetorhynchus und Lamprolia. 2014 wurde sowohl für diese beiden Gattungen als auch für den Blaumonarch (Eutrichomyias rowleyi) aus der Familie der Monarchen die neue Unterfamilie Lamproliinae geschaffen, da alle drei Gattungen näher miteinander verwandt sind.

### Innere Systematik
Es werden folgende Gattungen und Arten unterschieden:

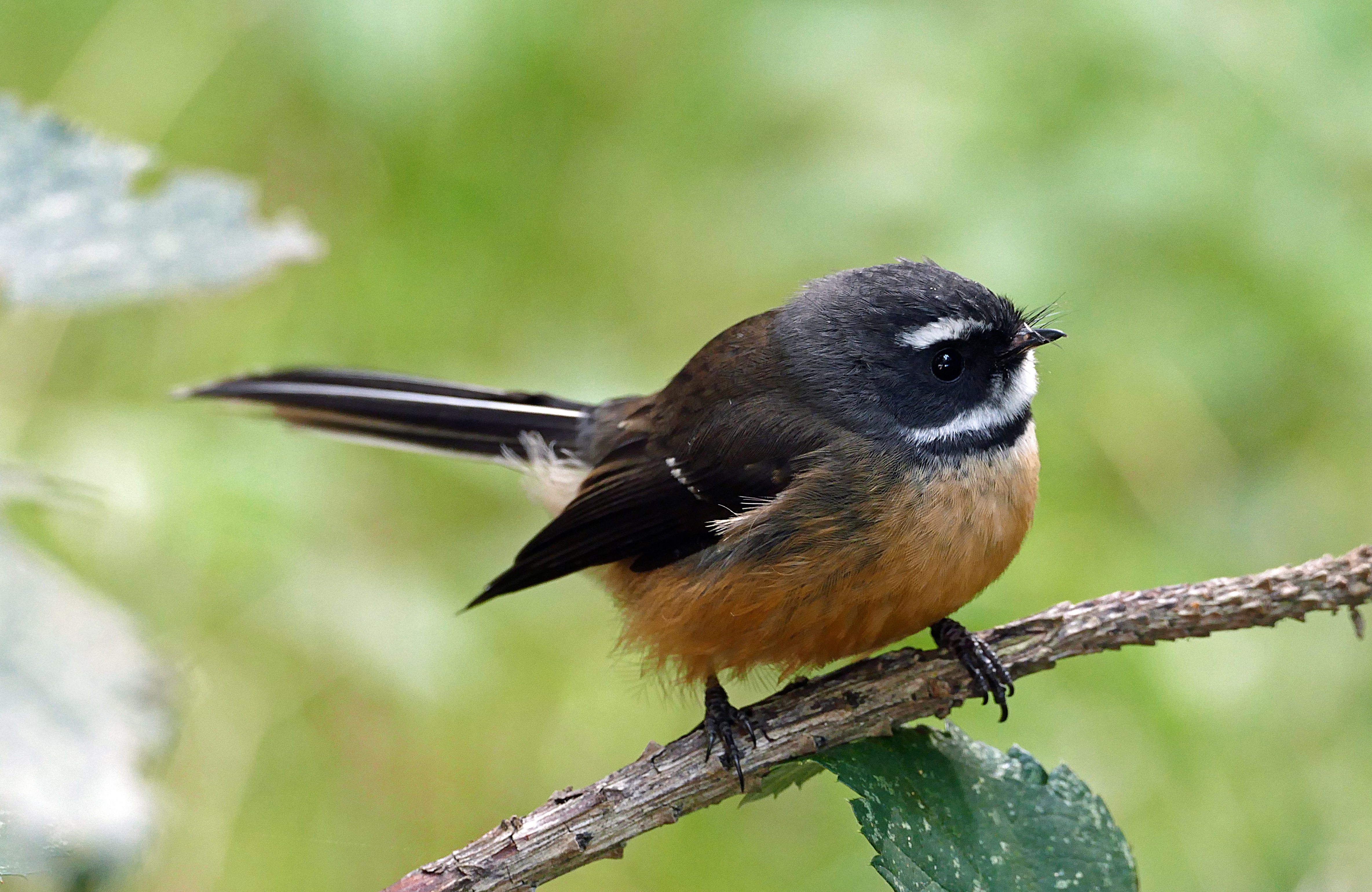
Neuseelandfächerschwanz (Rhipidura fuliginosa)

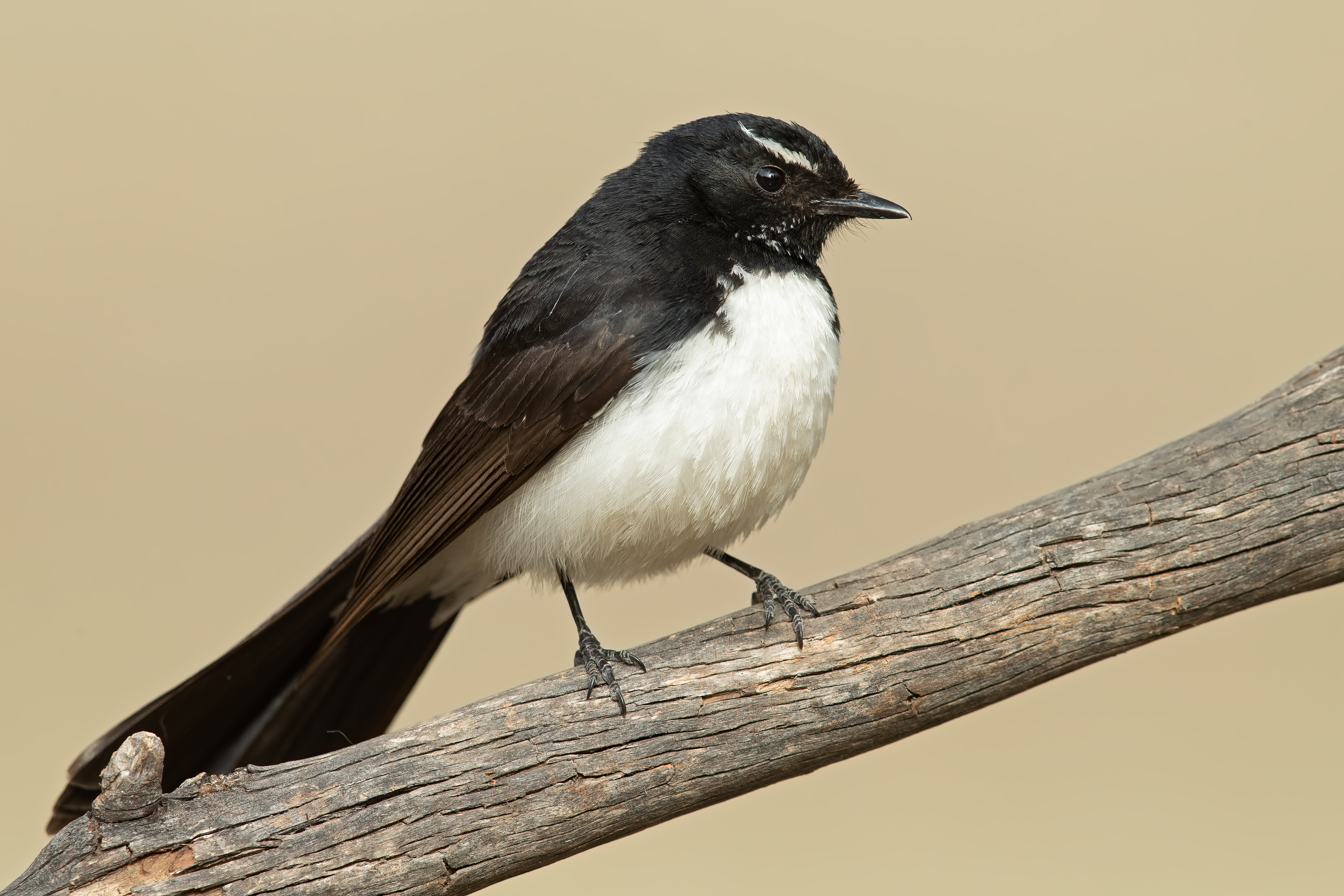
Gartenfächerschwanz (Rhipidura leucophrys)

- Rhipidura (Auswahl von Arten aus der BirdLife Checklist)
  - Strichelfächerschwanz (Rhipidura isura) (Artstatus nur lt. Birdlife Checklist,[2] gilt ansonsten als Unterart des Timorfächerschwanzes[1])
  - Rotifächerschwanz (Rhipidura tenkatei) (Artstatus nur lt. Birdlife Checklist,[2] gilt ansonsten als Unterart des Timorfächerschwanzes[1])
  - Bandafächerschwanz (Rhipidura hoedti) (Artstatus nur lt. Birdlife Checklist,[2] gilt ansonsten als Unterart des Timorfächerschwanzes[1])
  - Wallacefächerschwanz (Rhipidura bouruensis) (Artstatus nur lt. Birdlife Checklist,[2] gilt ansonsten als Unterart des Timorfächerschwanzes[1])
  - Obifächerschwanz (Rhipidura obiensis) (Artstatus nur lt. Birdlife Checklist,[2] gilt ansonsten als Unterart des Timorfächerschwanzes[1])
  - Ambonfächerschwanz (Rhipidura cinerea) (Artstatus nur lt. Birdlife Checklist,[2] gilt ansonsten als Unterart des Timorfächerschwanzes[1])
  - Keifächerschwanz (Rhipidura assimilis) (Artstatus nur lt. Birdlife Checklist,[2] gilt ansonsten als Unterart des Timorfächerschwanzes[1])
  - Biakfächerschwanz (Rhipidura kordensis) (Artstatus nur lt. Birdlife Checklist,[2] gilt ansonsten als Unterart des Timorfächerschwanzes[1])
  - Guadalcanal-Fächerschwanz (Rhipidura ocularis) (Artstatus nur lt. Birdlife Checklist,[2] gilt ansonsten als Unterart des Bougainville-Fächerschwanzes[1])
  - Vanuatu-Fleckenfächerschwanz (Rhipidura spilodera) (Artstatus nur lt. Birdlife Checklist,[2] gilt ansonsten als Unterart des Fleckenfächerschwanzes[1])
  - Fidschi-Fleckenfächerschwanz (Rhipidura layardi) (Artstatus nur lt. Birdlife Checklist,[2] gilt ansonsten als Unterart des Fleckenfächerschwanzes[1])
  - Taveuni-Fleckenfächerschwanz (Rhipidura rufilateralis) (Artstatus nur lt. Birdlife Checklist,[2] gilt ansonsten als Unterart des Fleckenfächerschwanzes[1])
  - Vanikorofächerschwanz (Rhipidura coultasi) (Artstatus nur lt. Birdlife Checklist,[2] gilt ansonsten als Unterart des Fuchsfächerschwanzes[1])

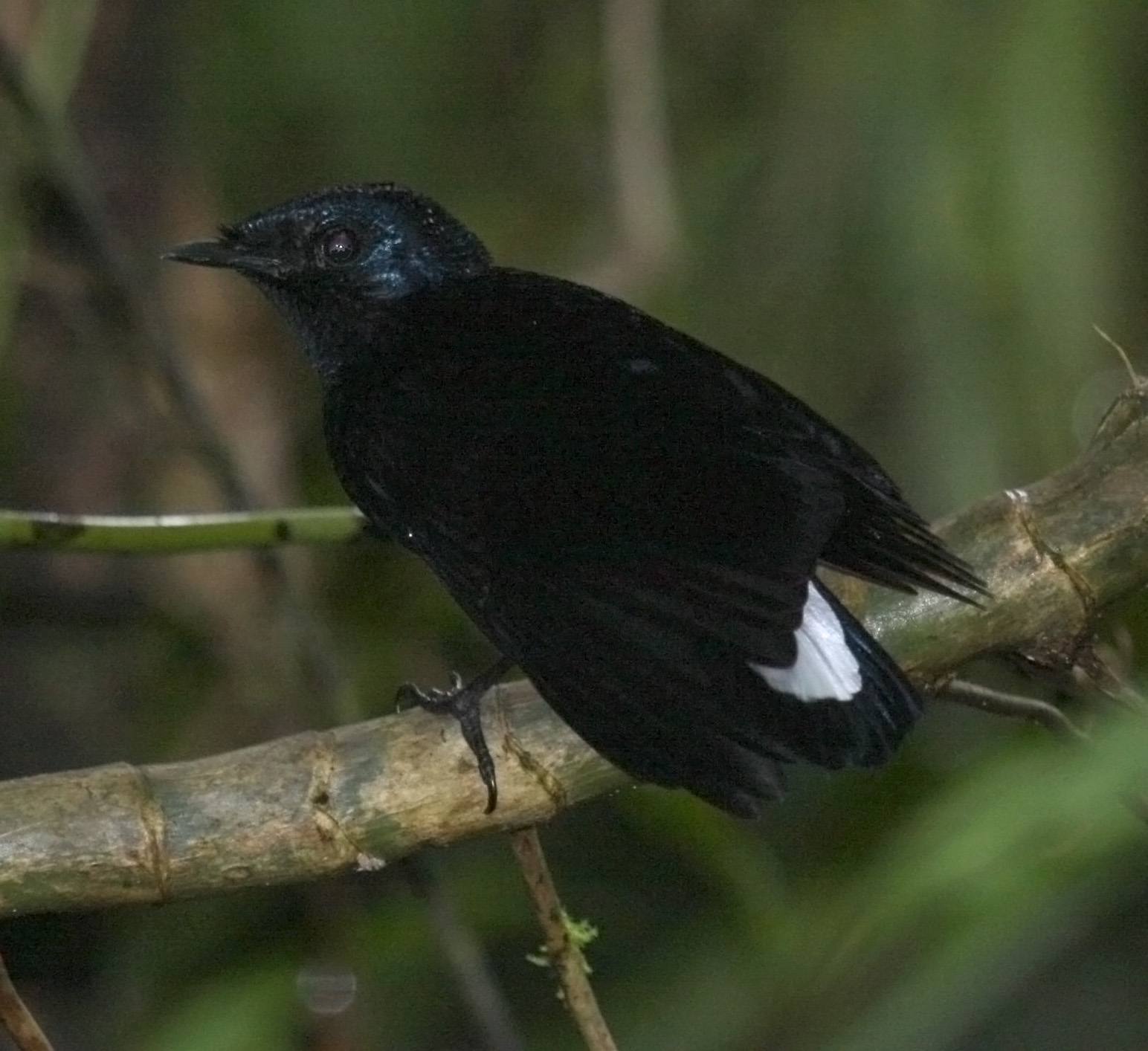
Seidenfächerschwanz (Lamprolia victoriae)

- LamproliaSeidenfächerschwanz (Lamprolia victoriae)
  - Seidenfächerschwanz (Lamprolia victoriae)
  - Natewafächerschwanz (Lamprolia klinesmithi)

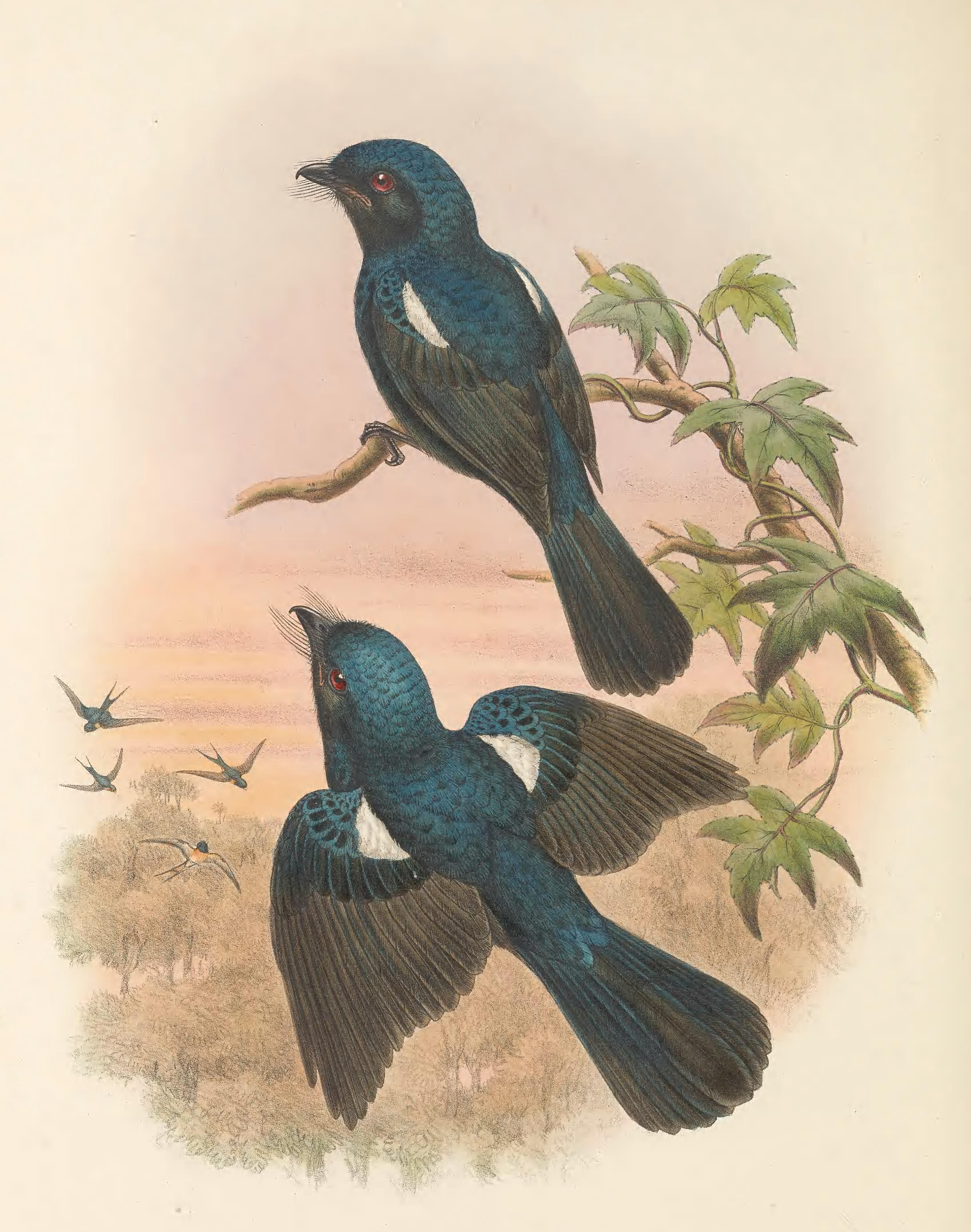
Drongofächerschwanz (Chaetorhynchus papuensis)

- ChaetorhynchusDrongofächerschwanz (Chaetorhynchus papuensis)
  - Drongofächerschwanz (Chaetorhynchus papuensis)

- Eutrichomyias
  - Blaumonarch (Eutrichomyias rowleyi)

## Verbreitung
Das Verbreitungsgebiet erstreckt sich von Indien über Südostasien, Philippinen, Indonesien, Australien, Neuseeland, Samoa bis zu den Fidschi-Inseln.

## Lebensraum
Die meisten Fächerschwänze leben in bewaldeten Lebensräumen, einschließlich Mangrovenwäldern. Eine Art, der Gartenfächerschwanz (Rhipidura leucophrys), hingegen bevorzugt offenere Gebiete, einschließlich vorstädtischer Umgebungen. 

## Nahrungsverhalten
Fächerschwänze sind fast ausschließlich insektenfressend. Sie erbeuten ihre Nahrung, indem sie Jagd auf fliegende Insekten machen, Insekten von Pflanzen sammeln oder auf dem Boden nach Futter suchen. Es wird angenommen, dass Fächerschwänze ihren Schwanz auffächern und hin- und herschnippen, um Insekten aufzuscheuchen. Die Lamprolia-Arten, deren kurzer Schwanz und Bürzel glänzend weiß sind, suchen aktiv in Ästen und auf dem Boden, jedoch ohne aufgefächterte Schwänze. Der Drongofächerschwanz hockt auf einer Sitzwarte, folgt anderen Arten in gemischten Futterschwärmen und schnappt sich von anderen Vögeln aufgescheuchte Beute. Der Gartenfächerschwanz erbeutet manchmal kleine Fische oder Eidechsen.

## Fortpflanzungsverhalten
Die Brutbiologie der Rhipidura-Arten scheint sich wenig zu unterscheiden, und die von Lamprolia und Chaetorhynchus ist kaum bekannt. Fächerschwänze sind monogam mit biparentaler Betreuung. Die Nester der Seidenfächerschwänze sind sich alle recht ähnlich, da es sich um kleine, schlichte Schalennester handelt, die aus Gras und Stängeln gebaut sind. Spinnennetze, die in den ersten Bauphasen verwendet werden, verzieren oft einen Großteil der Außenseite des Nestes. Einige Arten bauen ein Nest mit einem Fortsatz, der aus Gras und Stängeln besteht und unter dem Nest hängt. Nester werden in der Regel auf einem kleinen Ast oder in der Gabelung eines Astes platziert. Das Nest der Lamprolia-Arten erscheint etwas grober, und das des Drongofächerschwanzes ist ein flacher Korb. Die Weibchen der Lamprolia-Arten legen ein Ei und die Rhipidura-Arten haben Gelege von 2 bis 4 Eiern. Sowohl männliche als auch weibliche Fächerschwänze beteiligen sich am Nestbau, der Inkubation und der Fütterung der Küken. Die Inkubationszeit dauert 12 bis 14 Tage, und die Küken verlassen nach 13 bis 17 Tagen das Nest. Die Jungvögel sind immer weniger auf die elterliche Fütterung angewiesen, bis sie schließlich etwa fünf Wochen nach dem Flügge werden selbständig werden.

## Status
Da viele Arten kleine Verbreitungsgebiete haben, ist die Zerstörung ihres Lebensraums die größte Bedrohung für die Fächerschwänze, von denen zwölf Arten in den Gefährdungskategorien „gefährdet“ und „potentiell gefährdet“ der IUCN gelistet sind. Sowohl der Malaitafächerschwanz (R. malaitae) als auch der Manusfächerschwanz (R. semirubra) gelten aufgrund ihrer sehr kleinen Inselgebiete als gefährdet und könnten einen raschen Bestandsrückgang erleben, wenn ihre kleinen Populationen einer Bedrohung ausgesetzt würden. Zwei Unterarten sind ausgestorben: Der Lord-Howe-Graufächerschwanz (Rhipidura fuliginosa cervina) wurde 1928 Opfer einer Rattenplage auf der Lord-Howe-Insel. Der Guam-Fuchsfächerschwanz (Rhipidura rufifrons uraniae) wurde 1984 zuletzt gesichtet, nachdem die Braune Nachtbaumnatter während des Zweiten Weltkriegs auf Guam eingeschleppt wurde und dort viele Singvogelpopulationen ausgelöscht hatte.